# Trim Castle
Trim Castle (irsk: Caisleán Bhaile Átha Troim) er en borg på sydbredden af floden Boyne i Trim, County Meath, Irland. Den har et areal på 30.000 m2. Over en periode på 30 år blev den opført af Hugh de Lacy og hans søn Walter som caput for Lordship of Meath. Borgen er i dag ejet af Irlands regering, der driver den igennem Office of Public Works (OPW).
Borgen er på listen over National Monuments i County Meath.